# Käppslängareliden

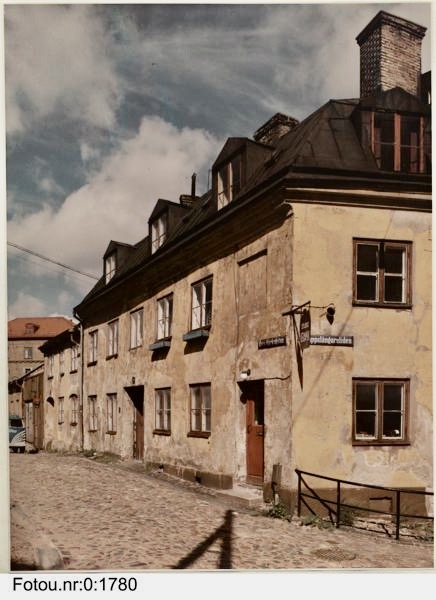
Så här såg det ut 1961 vid Övre Kyrkogatan 9-13 vid hörnet av Käppslängareliden – från nuvarande Otterhällegatan. Bildsamlingen vid Göteborgs stadsmuseum.

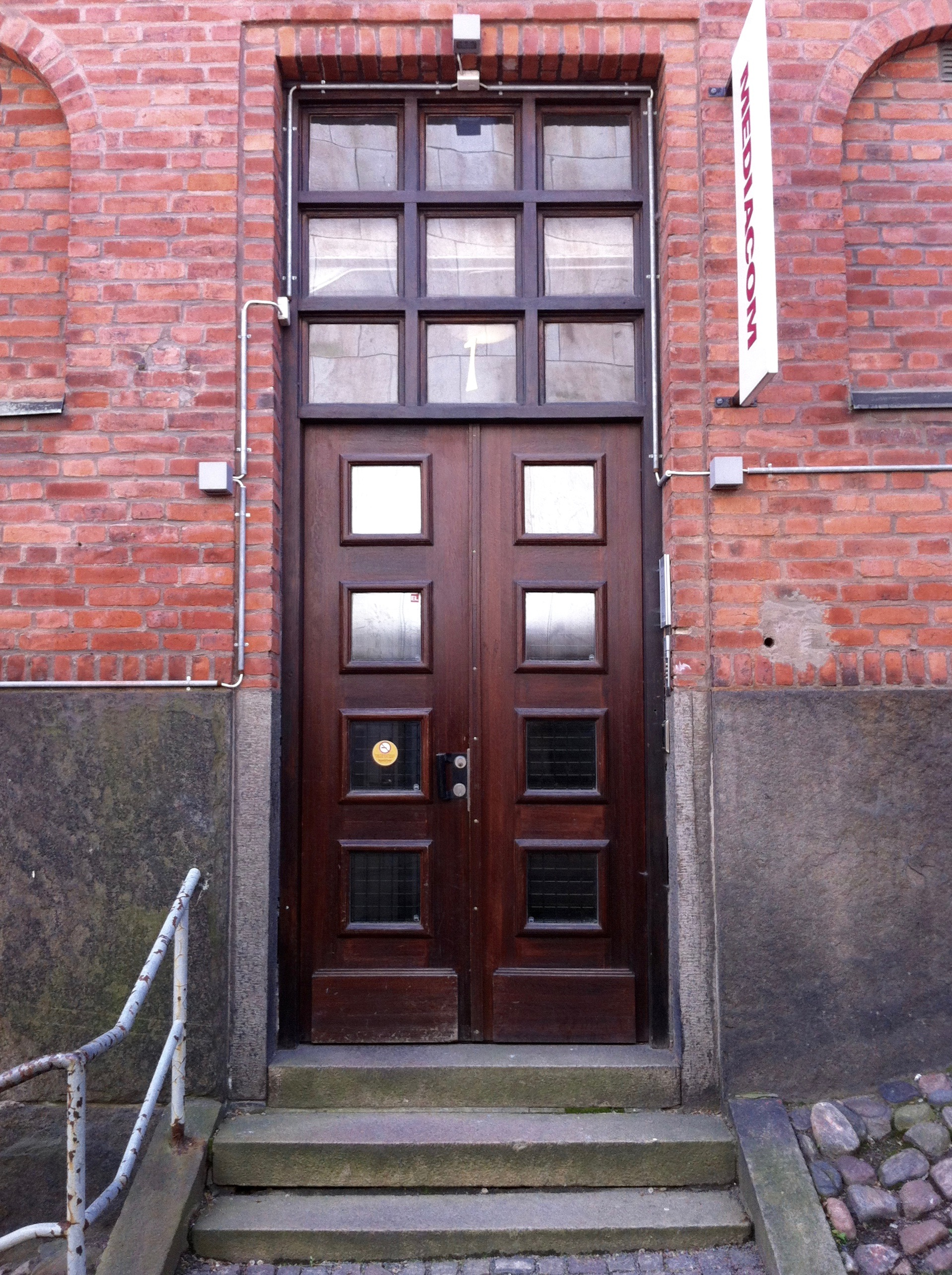
Porten till Käppslängareliden 1.

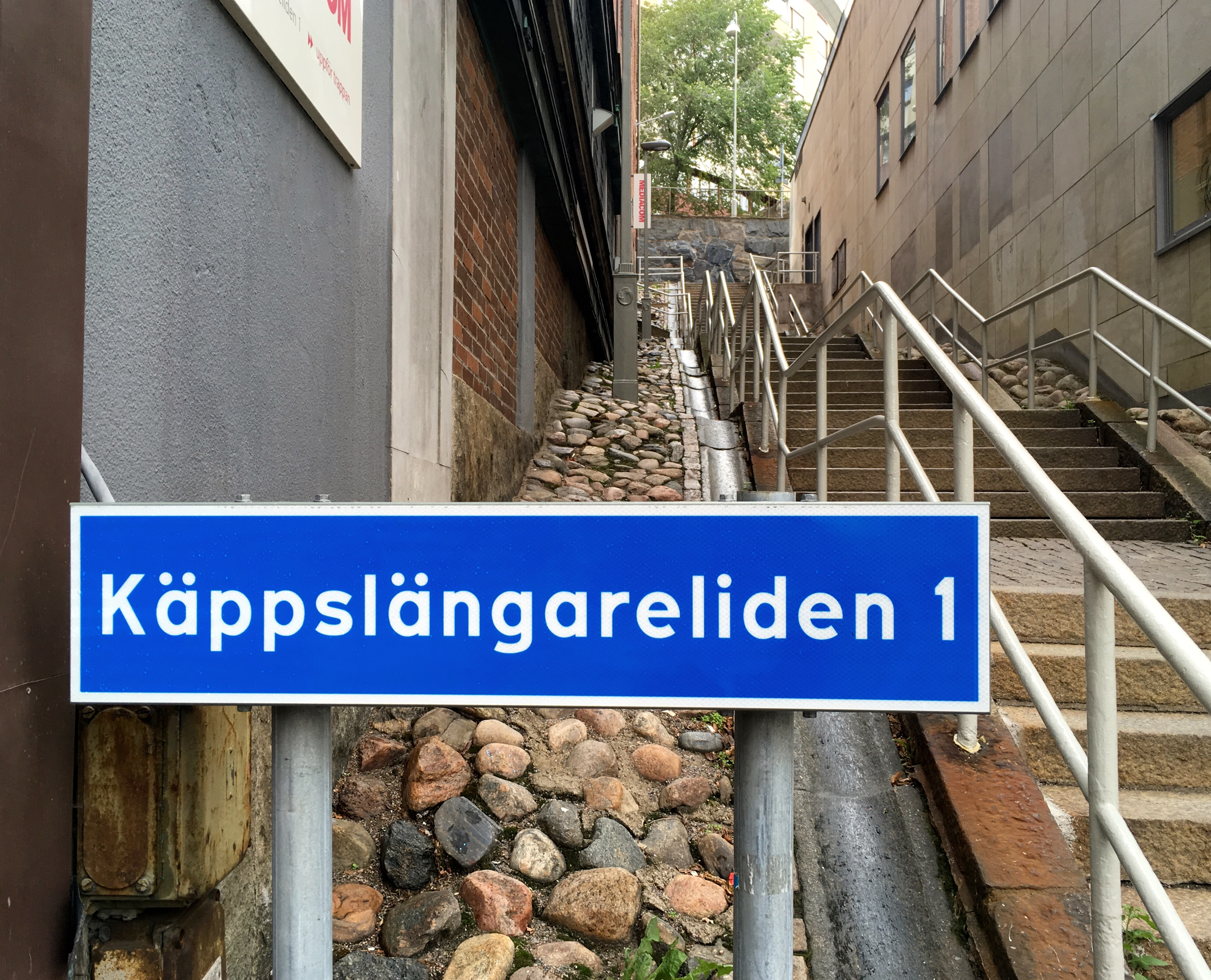
Här är numera namnet rättstavat på gatuskylten.

Käppslängareliden är en trappgata i stadsdelen Inom Vallgraven i Göteborg. Den är cirka 65 meter lång, har nio avsatser och ett sjuttiotal steg. Liden sträcker sig från Kungsgatan i söder till Otterhällegatan i norr och har gatunummer 1 och 2. Liden ligger inklämd mellan kvarteret nr 61 Käppslängaren i väster och kvarteret nr 60 Hästkvarnen i öster. Käppslängareliden fick sina trappor på 1920-talet.

## Historik
"Käppsläng" betyder käppslag eller käpprapp och tyder på att det förr var ett tillhåll för "löst folk" vid Otterhällan. Efterledet -liden är ett gammalt ord som betyder backe eller bergssluttning och har en typisk, göteborgsk prägel.
År 1725 nämns gatan som "Lilla gränden vid Konungsgatan under Otterhällan". På 1760-talet omtalas den som Lilla Gatan eller Smala Gatan och 1792 som Käppslängaregränden. Käppslängareliden var troligen ett tidigt, folkligt namn på den backiga gatan. Namnet finns belagt för lidens nedre del som Käppslängaregatan år 1771, "som adress för skattebetalare med fast bostad", vilket ansågs lite "finare". 
Då gatunamn för första gången tas upp i större omfattning i Göteborgs Adress- och Industrikalender (1875), anges att Käppslängareliden sträcker sig "från Hästbacken och till Öfra Kyrkogatan". Hästbacken var det gamla namnet på denna del av Kungsgatan. Öfra Kyrkogatan var en högre liggande fortsättning av Kyrkogatan västerut. Den utgick senare vid ändring i stadsplanen.
År 1900 uppgavs gatan vara 38 meter lång, med en medelbredd av 4,8 meter och med en yta av 182 kvadratmeter.